# Acraephia pavonina
Acraephia pavonina är en insektsart som först beskrevs av Gerstaecker 1860.  Acraephia pavonina ingår i släktet Acraephia och familjen lyktstritar. Inga underarter finns listade i Catalogue of Life.